# رومانو زولین
رومانو زولین (انگلیسی: Romano Zolin؛ زادهٔ ۷ نوامبر ۱۹۳۵) بازیکن فوتبال است.
از باشگاه‌هایی که در آن بازی کرده‌است می‌توان به باشگاه فوتبال بازل اشاره کرد.